# Gare de Béning
Gare de Béning vasútállomás Franciaországban, Béning-lès-Saint-Avold településen.

## Vasútvonalak
Az állomást az alábbi vasútvonalak érintik:
- Rémilly–Saarbrücken-vasútvonal

## Kapcsolódó állomások
A vasútállomáshoz az alábbi állomások vannak a legközelebb:
- Gare de Forbach
- Gare de Hombourg-Haut
- Gare de Farébersviller